# سمنتووو گرانگچنه
سمنتووو گرانگچنه (به لهستانی:  Smętowo Graniczne) یک روستا در لهستان است که در گمینا سمنتووو گرانگچنه واقع شده‌است. سمنتووو گرانگچنه ۳٬۰۰۰ نفر جمعیت دارد.